# Кошово
Ко́шово (рос. Кошово) — присілок у складі Великоустюзького району Вологодської області, Росія. Входить до складу Красавинського сільського поселення.

## Населення
Населення — 6 осіб (2010; 25 у 2002).
Національний склад (станом на 2002 рік):
- росіяни — 100 %